# Cucuron
Cucuron (en francès Cucuron) és un municipi francès situat al departament de la Valclusa i a la regió de Provença – Alps – Costa Blava.

## Demografia
| 1962                                       | 1968  | 1975  | 1982  | 1990  | 1999  | 2006  | 2008  |
| ------------------------------------------ | ----- | ----- | ----- | ----- | ----- | ----- | ----- |
| 1.033                                      | 1.178 | 1.206 | 1.409 | 1.624 | 1.792 | 1.814 | 1.829 |
| Des de 1962: població sense dobles comptes |       |       |       |       |       |       |       |

## Administració
| Període   | Identitat      | Partit |
| --------- | -------------- | ------ |
| 1995-2001 | Alain Gardon   |        |
| 2001-2008 | Gérard Livolsi |        |
| 2008-     | Roger Deranque |        |

## Personatges il·lustres
- Josèp Mariús Dieulofet, poeta occità.